# Cacowards
Cacowards — ежегодная онлайн-церемония награждения, посвященная самым выдающимся «Doom WAD’ам» года, игровым модификациям шутера от первого лица 1993 года Doom. Такие модификации могут быть одиночными уровнями, пакетами уровней или «total conversions» с геймплеем, который значительно отличается от оригинальной Doom.
С 2004 года Cacowards проводятся на doomworld.com, фан-сайте, посвященного Doom-сообществу.

## История
В 2003 году Doomworld отпраздновал десятую годовщину Doom с «10 Years of Doom», серией статей и обзоров, написанных Майком «Cyb» Уотсоном и Эндрю «Linguica» Стайном, обсуждающих историю и наследие сообщества моддинга Doom в течение предыдущего десятилетия. Это мероприятие было продолжено в 2004 году под названием Cacowards, с акцентом на обсуждение наиболее заметного вклада года в сообщество моддинга Doom. Название Cacowards происходит от монстра Doom «Cacodemon», чье сходство присутствует в дизайне награды.

## Категории
Основная категория Cacowards — это первая десятка, в которой обсуждаются десять самых заметных Doom WAD’ов года.
- Multiplayer Awards: Присуждаются образцовым мультиплеер-ориентированным WAD’ам;
- Gameplay Mod Awards: Присуждается высококачественным модам, которые изменяют или трансформируют базовый игровой процесс Doom, например, добавляя или изменяя оружие и врагов;
- Mockaward: Присуждается «Лучшему комедийному WAD’у года»; такие WAD’ы часто разрабатываются с юмористическим намерением, с уменьшенным акцентом на баланс геймплея и долговечность. Категория Mockaward была прекращена в 2017 году[2];
- Mordeth Award: Премия присуждается проекту года выпуска с самым длительным временем разработки. Название категории ссылается на Mordeth, total conversion мод для Doom, который разрабатывается с 1997 года[3];
- Worst WAD: Присуждается WAD’ам исключительно низкого качества. Худшая категория WAD была прекращена в 2011 году из-за опасений, что эта категория вознаграждает пользователей за контент с низкими усилиями[4].

## Наследие
Cacowards были оценены критиками как ресурс для высококачественных модификаций Doom. Комментируя это событие, PC Gamer заявил: «Если вы хотите получить прямой маршрут к лучшим картам Doom и модам, то вам лучше всего отправиться в Cacowards». Rock, Paper, Shotgun разделяли сходные чувства, комментируя, что Cacowards «часто являются удобным указателем на хорошие и забавные новые вещи». Многочисленные лауреаты премии получили дополнительные благодарности от журналистов, освещающих Cacowards, которые часто просматривают основные моменты церемонии года.